# Miguel Martín Fernández
Miguel Martín Fernández (Jerez de la Frontera, 1943) es un economista español. Fue subgobernador del Banco de España entre 1992 y 2000 con Luis Ángel Rojo como gobernador.

## Biografía
Martín es licenciado en Ciencias Económicas por la Universidad Complutense de Madrid. Ingresó en el Cuerpo de Intervención y Contabilidad de la Administración Civil del Estado en 1968, ocupando diversos cargos dentro del Ministerio de Hacienda. Asimismo trabajó en Iberoamérica para el Banco Mundial en 1976, hasta que un año más tarde fue nombrado director ejecutivo en representación de España, Italia y Portugal.
En 1978 pasó a hacerse cargo de la Dirección General del Tesoro, y un año después fue designado subsecretario de Presupuestos. En 1982 es nombrado presidente del Instituto de Crédito Oficial (ICO), y ya en 1983 comienza su carrera en el Banco de España como Jefe de la Oficina de Balances. Un año después es designado subsecretario del Ministerio de Economía y Hacienda, y en 1992 se produce su nombramiento como subgobernador del Banco de España a las órdenes de Luis Ángel Rojo. Siguió muy de cerca el proceso de intervención de Banesto desde su cargo de subgobernador.
Fue presidente de la Asociación Española de Banca desde 2006 hasta 2014. Desde 2014 es presidente de la Fundación AEB y miembro del consejo asesor de la AIReF. En 2017 es nombrado vocal del Patronato de la Fundación SEPI (Sociedad Estatal de Participaciones Industriales), junto con la expresidenta de la CNMV Elvira Rodríguez.